# カロル・シマノフスキ

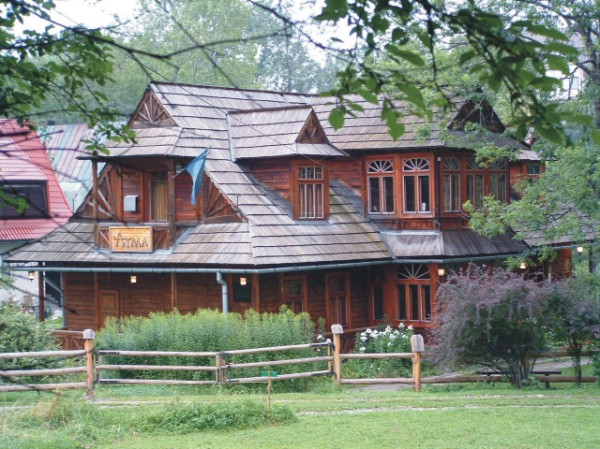
シマノフスキのザコパネの別荘 Villa-ATMA。典型的なザコパネ様式と呼ばれる木造建築である。

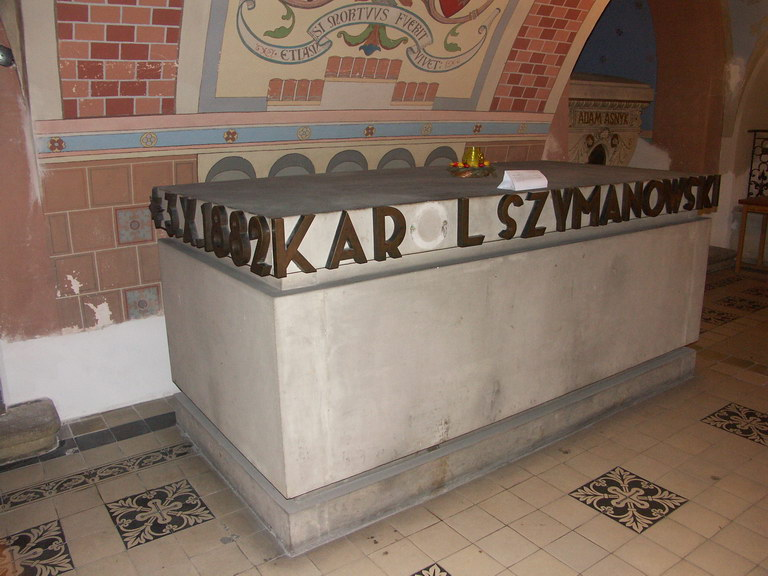
シマノフスキの棺

カロル・マチェイ・シマノフスキ（ポーランド語: Karol Maciej Szymanowski [ˈkarɔl ˈmat͡ɕɛj ʂɨmaˈnɔfskʲi], 1882年10月3日または10月6日 - 1937年3月29日）は、ポーランドの作曲家。激動する時代に合わすかのようにその作風を何度か変えながら4つの交響曲、2つのヴァイオリン協奏曲、2つの弦楽四重奏曲、2つのオペラ、ピアノ曲や歌曲を残した。

## 生涯

### 学習期
18世紀のポーランド分割によって19世紀当時はポーランドからロシアに割譲されており現在はウクライナに属するキエフ県チギリン郡ティモショフカで、シュラフタ（ポーランド貴族）の家に生まれた。
父親のスタニスワフ・シマノフスキはポーランド人の裕福な大地主、母アンナはポーランドにやってきたスウェーデン系の移民で、カロルは3番目の子供であった。両親は音楽を愛し、家は芸術家が集まる一種のサロンのようになっていた。こうした環境からか、彼の4人の兄姉妹はいずれも音楽家、画家、詩人といった芸術の道に進んでいる。カロルは、4歳の時、脚に大怪我を負い一時期は歩けないほどであったため、学校へは行かず家庭内で初等教育を受けた。最初にピアノを教えたのも彼の父親であった。10歳になると、父スタニスワフの従姉妹マリアの夫にあたるグスタフ・ネイガウス（グスタフ・ノイハウス。息子はゲンリフ・ネイガウス）がエリザベトグラード（キロヴォグラード、現在のクロプィウヌィーツィクィイ）で開いていた音楽学校に入学した。
1901年、より専門的な音楽の教育を受けるためにシマノフスキはワルシャワに行き、和声学をマレク・ザヴィルスキ、作曲と対位法をジグムント・ノスコフスキに師事している。ここで彼は音楽グループ「若きポーランド」のメンバーとなる5人の音楽家と出会った。それは、アルトゥール・ルービンシュタイン（ピアニスト）、パヴェウ・コハィンスキ（ヴァイオリニスト）、グジェゴシュ・フィテルベルク（指揮者）、ルドミル・ルジツキ（作曲家）、アポリナリ・シェルト（作曲家）であった。彼らが旗揚げした「若きポーランド」はポーランドの若い音楽家の作品を出版、プロモートすることを目的とする音楽集団であった。1904年にワルシャワの音楽学校を卒業した後、シマノフスキはベルリンやライプツィヒで多くの時間を過ごしている。

### 創作第一期
シマノフスキの音楽教育の環境を考えれば至極当然であるが、創作初期には、ショパン、ワーグナー、スクリャービン、リヒャルト・シュトラウス、マックス・レーガーらの影響が明らかな後期ロマン派の作風の作品を創作した。

### 創作第二期
1914年、シマノフスキはローマ、シチリア、アルジェ、チュニスあるいはパリやロンドンを旅した。またその途中ロンドンでストラヴィンスキーと会っている。第一次世界大戦の勃発によりティモシュフカに帰ったが、そこでも古代ギリシアや初期のキリスト教、イスラムやオリエントの勉強に没頭した。その成果が1916年に完成した交響曲第3番「夜の歌」である。この作品にはドビュッシーを初めとする印象主義音楽と13世紀のペルシア人神秘主義詩人ジャラール・ウッディーン・ルーミーのテキストが見事にブレンドされている。こうした作風がシマノフスキの創作第二期の特徴であり、この交響曲は第二期の代表作である。

### 創作第三期
1917年の秋、ボリシェヴィキの一団がシマノフスキ家を急襲し、美術品は略奪され、カロルのピアノはおもしろ半分に池に投げ込まれてしまった。この事件はシマノフスキ一家を経済的、精神的に叩きのめした。カロルはショックのあまり音楽から遠ざかり、小説『エフェボス』を創作している（1939年の火事で焼失し現存しない）。
1918年にポーランドが独立を遂げると、その翌年にシマノフスキはカイロの音楽院からの招聘を断り、一家でワルシャワに移住した。この頃から彼は祖国の音楽に興味を持ち始めていたのだが、それを決定づけたのは、1921年パリでストラヴィンスキーと再会した時に彼がピアノで演奏した『結婚』に受けた衝撃であった。以降、シマノフスキはポーランド、特に南部のタトラ山地の民俗音楽に傾倒して行く。ここから彼の創作期は第三期に入る。彼は1922年以降ザコパネに別荘を借り、この地をたびたび訪れている。
1927年にシマノフスキはワルシャワ音楽院（1930年にワルシャワ音楽アカデミーとなる）の院長となった。彼は若い才能のある音楽家を育てるためにポーランドの音楽教育を根底から見直し、改革を行おうとするが守旧派と対立し、フラストレーションにさいなまれながら5年間を過ごした後、1932年辞任に追い込まれた。辞任後は収入を得るためにコンサート活動を行なった。1932年の交響曲第4番は自身を独奏者にすることを想定したピアノ独奏を有する交響曲となっている。しかし、コンサート・ピアニストとしては技術不足で、コンサートの回数は年々減ってゆき、それにつれ経済状態は困窮の度を増していった。それに追い打ちをかけるように肺結核が悪化し、転地療養のためにダボス、グラース、カンヌと各地を転々とし、最期は1937年3月29日にローザンヌで息を引き取った。
棺はポーランドに運ばれ、古都クラクフの「大天使ミカエルと聖スタニスワフの教会」の地下聖堂に安置された。この地下聖堂は1480年に他界した年代記作者ヤン・ドゥゴシュから2004年に他界したノーベル文学賞受賞者チェスワフ・ミウォシュまでポーランド歴代の芸術家や文人の棺が置かれており、誰でも見学・参拝できる。

## タトラ地方の民謡

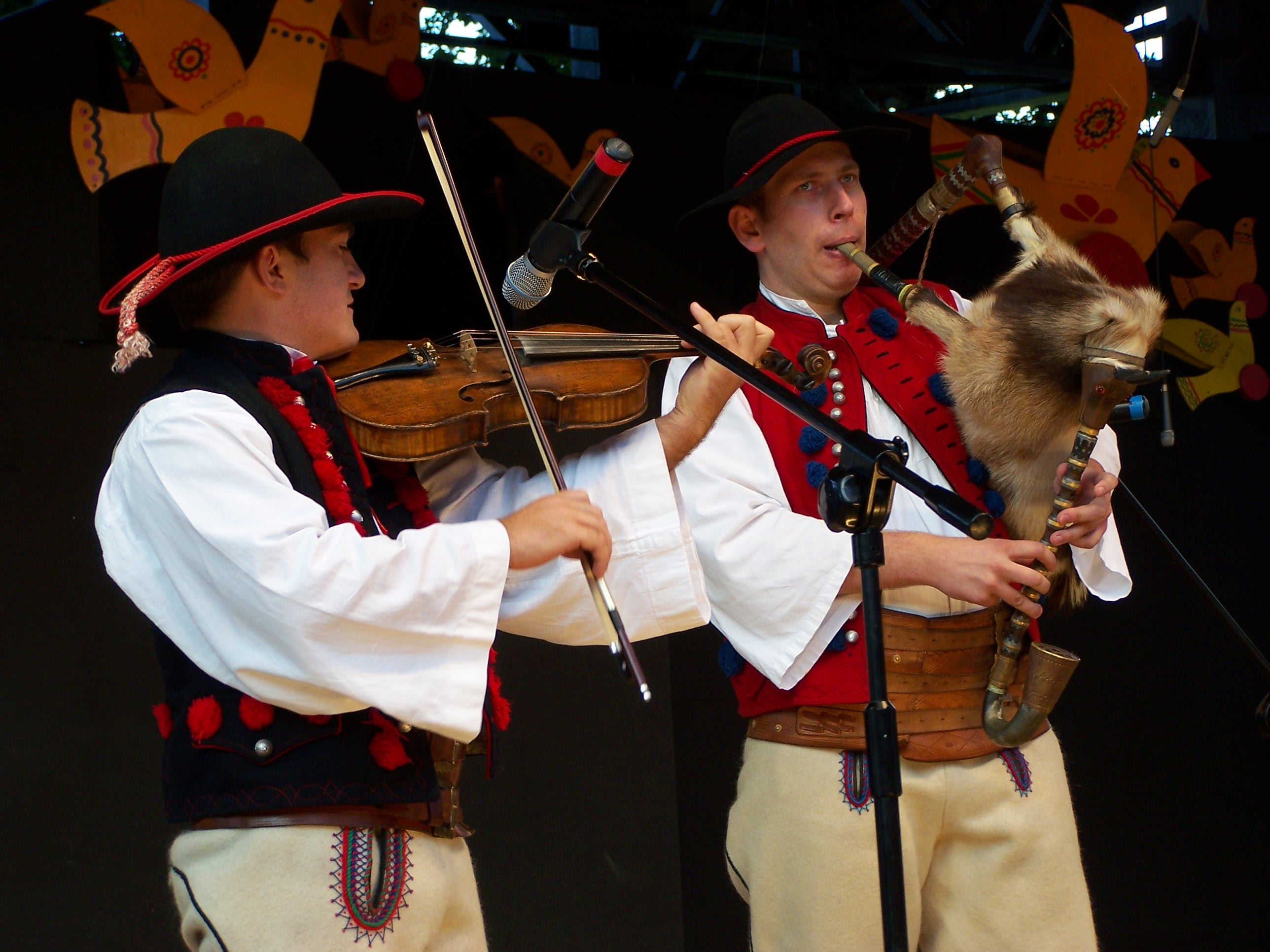
演奏するグラル人たち

ショパンやパデレフスキが主にポーラなど北部低地地方の民謡に取材したのに対し、シマノフスキが影響を受けたのはポーランド南部のタトラ山地の民謡の中でも特に、グラル人(Górale)と呼ばれる、牧畜を主体とする農民に伝わるものであった。それは、リディア旋法や、即興的にビブラートを加えるリディゾヴァニエと呼ばれる歌唱法、不規則なフレーズが突然挿入されたりする特徴を持つオフビートのリズムが支配的な快活な舞曲である。中には「山賊踊り」と呼ばれる荒々しい仕草とフレーズをもつ楽しい踊りもある。
彼は木造の民家の隅で、農民たちが活き活きと汗をとばしながら踊る姿を見つめ、床を踏みならす音をきいて楽しんだという。エッセイの中でシマノフスキは「ポーランドの農民は芸術家に匹敵する」と語っている。彼は19世紀にこれらの民謡を紹介した編曲が荒々しさを矯め、短調の感傷的な音楽にしてしまったことを嘆いている。自身の作品では神経質なほど精密に不協するリズムセクションを再現し、音楽の荒々しいパワーを損なわないよう配慮している。こうした姿勢は「20のマズルカ集 op.50」に顕著で、リズムのエネルギー、バグパイプを模した5度の単純な持続音や反復音、不規則なフレージング、大胆な複調などがためらいなく用いられている。

## 主な作品

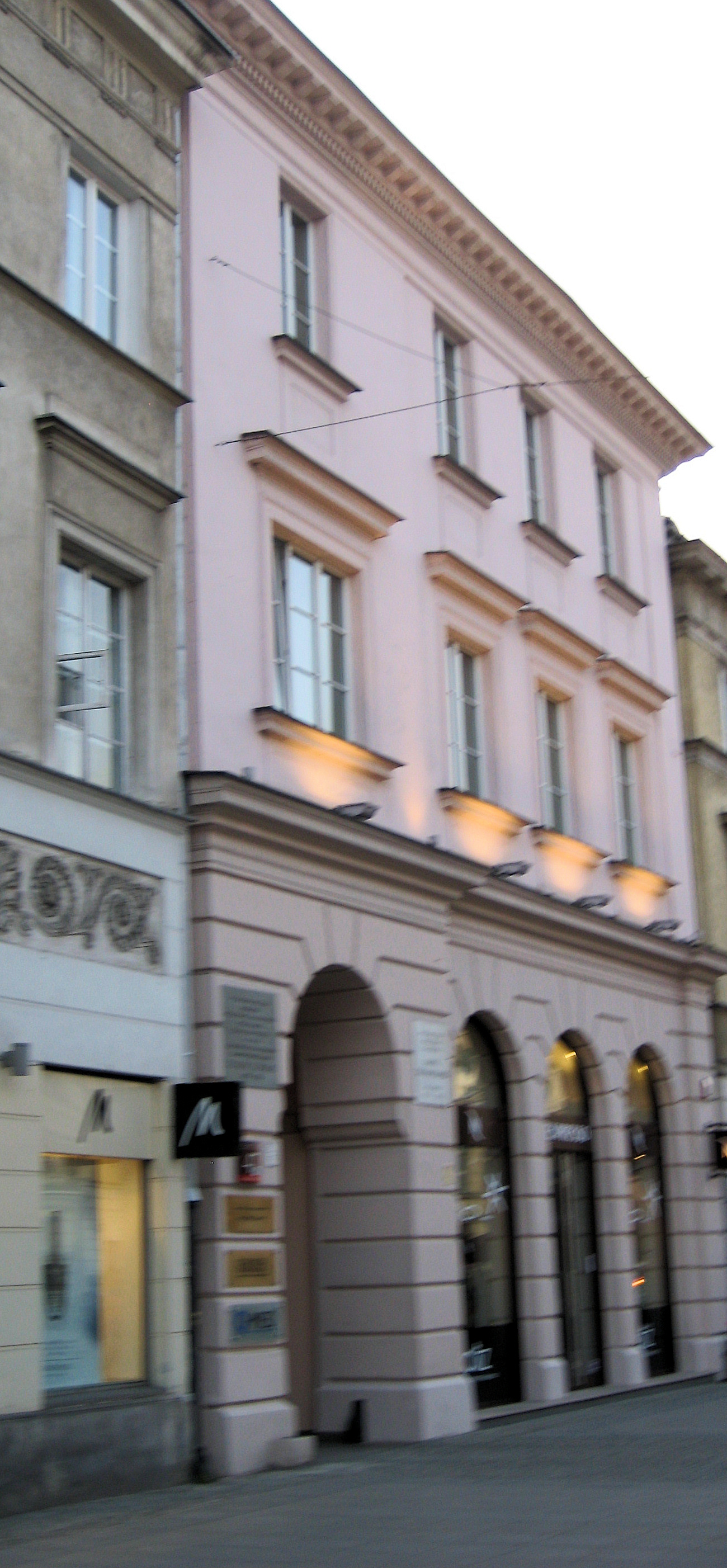
ワルシャワ、新世界通り（ul. Nowy Świat）47番
1924年から5年間シマノフスキが住んだ家
この家は19世紀半ばに英国文学のポーランド人作家ジョゼフ・コンラッドも住んでいた

### 交響曲
交響曲第1番 ヘ短調 op.15 （1906年）
ワーグナーに影響を受けており、作曲者はこれを和声の怪物と呼んだ。
交響曲第2番 変ロ長調 op.19 （1910年）
第1期を代表する作品で、リヒャルト・シュトラウスやワーグナーあるいはスクリャービンの影響が明らかに見られる。1911年ワルシャワでの初演は冷淡な反応であったが、その後に行われたベルリン、ライプツィヒ、ウィーンの演奏会では大成功を収め、シマノフスキの名をヨーロッパ中に知らしめた。
交響曲第3番『夜の歌』 op.27 （1914-16年）
第2期を代表する作品。13世紀ペルシアの神秘主義者ジャラール・ウッディーン・ルーミーの「夜の歌」のテキストによっており、テノール独唱と混声合唱が加わる。オリエンタリズムとドビュッシーらの印象主義の音楽が融合昇華した作品である。
交響曲第4番 （協奏交響曲） op.60 （1932年）
第3期に属する作品。独奏ピアノが主役になる場面が多く、ほとんど協奏曲的な性格の作品である。終楽章は荒々しい舞曲風の音楽でフィナーレはマズルカも聞こえる民俗音楽の影響が明らかな作品となっている。

### 管弦楽曲
演奏会用序曲 op.12 （1905年）
シマノフスキ、初期の成功作である。ここでもリヒャルト・シュトラウスの影響は明らかだが、和声やオーケストレーションの才能は目を見張るべきものがある。
バレエ音楽「ハルナシェ」op.55 （1923-31年）
愛国者の農夫を主人公にした3幕のバレエ-パントマイムへの付随音楽で作曲者とイェズィ・ミェチスワフ・ルィタルド(Jerzy Mieczyslaw Rytard)の台本による。テノール独唱と混声合唱がオーケストラに加わる。タトラ地方の民俗音楽が盛り込まれた第3期に属する作品。

### 協奏曲
ヴァイオリン協奏曲第1番 op.35 （1916年）
盟友コハィンスキのために作曲したが、1917年2月にサンクトペテルブルクで予定されていた初演はロシア革命の混乱で延期となり、同年11月にワルシャワでエミール・ムリナルスキによって初演された。三管編成のオーケストラに、チェレスタ、ピアノ、2台のハープを要する壮麗な単一楽章の作品。濃厚な官能性とオリエンタリズムが特徴の第2期の代表作の一つ。タドイ・ミチンスキーの詩「5月の夜」にインスパイアされたとも言われる。
ヴァイオリン協奏曲第2番 op.61 （1932-33年）
シマノフスキの最後の大作である。単一楽章の作品で、ロンドのリズミカルなリフレインはgóralの影響を思わせる。作曲者に助言を与えカデンツァを作曲したコハィンスキはこの曲の初演の3ヶ月後に亡くなった。

### 室内楽曲
ヴァイオリン・ソナタ ニ短調 op.9 （1904年）
第1期の作品。リヒャルト・シュトラウスやブラームスの影響を感じさせる。
神話－3つの詩 op.30 （1915年）
第2期、ヴァイオリンとピアノのための作品。前記コハィンスキの助言を受けながら完成させた。ギリシア神話に題材を求め、以下の3曲により構成されている。
1. アレトゥーザの泉（ポコ・アレグロ）
2. ナルシス（モルト・ソステヌート）
3. ドリアデスと牧神（ポコ・アニマート）

弦楽四重奏曲第1番 ハ長調 op.37 （1917年）
第2期の掉尾を飾る作品。第2楽章に「カンツォーネ風に (In modo d'una canzone)」の指示があり、イタリア旅行の影響を感じさせる。1922年のポーランド文化賞コンクールに出品し1位を受賞した。最終楽章は各楽器の調性が異なる、典型的な多調性によっている。
弦楽四重奏曲第2番 op.56 （1927年）
フィラデルフィア音楽財団主催のコンクール参加作品。同じコンクールに出品され、入賞した作品がバルトークの弦楽四重奏曲第3番である。ピアノのためのマズルカ集、スタバト・マーテルに次いで書かれた作品で、第3期を代表する作品の一つ。

### ピアノ曲
ピアノ・ソナタ第1番 ハ短調 op.8 （1903-04年）
ショパンとスクリャービンの影響が顕著な作品。1910年にショパン生誕100年記念コンクールに応募し、一位を獲得した。4つの楽章からなるが第1楽章の主題を循環主題風に扱うなど後期ロマン派の手法を踏襲している。
ピアノ・ソナタ第2番 op.21 （1911年）
交響曲第2番と同時期の作品で、ともに第1期の代表作である。作曲者自身「悪魔的に難しい」と語る技巧的な作品。バラキレフ「イスラメイ」を思わせるソナタ形式の第1楽章、主題と変奏の第2楽章からなり第2楽章の終結部はフーガになっている。
ピアノ・ソナタ第3番 op.36 （1917年）
通常のソナタの4つの楽章をアタッカでつなげた単一楽章の作品。シマノフスキのピアノ曲中で最も前衛的・難解といわれ、難易度も非常に高い。曲の構成やフーガ主題などに、フランツ・リスト「ピアノ・ソナタ ロ短調」の影響が見られる。
4つの練習曲 op.4 （1900-02年）
Ⅰ. 変ホ短調 / Ⅱ. 変ト長調 / Ⅲ. 変ロ短調 / Ⅳ. ハ長調。ショパンやブラームスの影響が明らかな初期作品であるが、この練習曲集の第3曲目 変ロ短調は、パデレフスキが「この若さで" 第9 "を作曲してしまうとは、何と不幸なことか！」と絶賛し愛奏したことで、シマノフスキのピアノ曲中最も有名な作品となっている。
仮面劇 op.34 （1915-16年）　【1. シェエラザード ／ 2. 道化師タントリス ／ 3. ドン・ファンのセレナーデ】
タイトルは、「マスク」や「仮面」と記される事が多い。各曲の標題からも推測されるとおり、オリエンタリズムと印象派が詰まった第2期作品である。この曲に取りかかる前年1914年にシマノフスキは、アルトゥル・ルービンシュタインの紹介でドビュッシーとラヴェルに会っている。この作品は彼らへのオマージュとも言われている。
マズルカ集（全5巻20曲） op.50 （1924-25年）
第3期の、そしてシマノフスキのピアノ作品の代表作であるが、ショパンのマズルカ集に比べ演奏回数は極端に少ない。既述のタトラ地方の民謡の特徴が活かされた野趣あふれる作品でありながら、同国以外への普遍性をも兼ね備えた作品である。4曲を1巻として、5回に分かれて出版された。第2巻の最初の2曲（20曲のうちの第5と第6曲目）は、兄のフェリクス・シマノフスキに献呈された。
2つのマズルカ　op.62 （1933-34）
シマノフスキの絶筆となった作品。フランスのマックス・エシーグ社から出版された。
変奏曲

### オペラ
ロゲル王 （ロジェ王） op.46 （1918-24年）
初代シチリア王ルッジェーロ2世をモデルとする3幕のオペラ。1990年代に入り再評価が進んだ作品。中世シチリア王国を舞台にキリスト教徒と異教徒との確執を描き、官能性と民俗性が高いレベルで融合した傑作。

### 宗教曲
スターバト・マーテル  op.53 （1924-26年）
テキストは通常のラテン語によらず、ポーランド語訳を用いている。伝統的な形式美の中に作曲者の個性をほどよく加味し、魅力的な作品に仕上げている。

### 声楽曲
ハーフィズの恋愛歌曲集 第1集 op.24、第2集 op.26 （1911年、1914年）
アラビアの詩に基づきハンス・ベートゲが創作したパラフレーズに付曲した作品。第1集はピアノ伴奏で6曲からなり、第2集はオーケストラ伴奏で8曲からなる。ただし、うち3曲は伴奏部分を編曲した同一のもの。いずれも創作第2期に属する作品である。